# Bayırbaşı, Yeşilova
Bayırbaşı là một xã thuộc huyện Yeşilova, tỉnh Burdur, Thổ Nhĩ Kỳ. Dân số thời điểm năm 2010 là 102 người.